# 코리아 데일리 뉴스
데일리 뉴스(영어: iDaily News)는 대한민국 서울에서 발간되는 종합 온라인 일간지이다.
2000년 서울에서 설립되어 발행하기 시작한 온라인 신문이다. 종합 시사 매거진 "시사 매거진"과 환경 및 ESG 전문 매체" 청색 경제(Blue Economic)과 "글로벌 CEO" 매거진을 발행하고 있다. 설립자는 한국명 정하연으로 편집국장을 역임하고 있다. 2023년 한국 최초로 인공지능과 블록체인 기술을 활용한 생성형 디지털 미디어 "디테일(Detail)"을 통해 전 세계 70개 국 이상 국가에 글로벌 특파원 양성을 위한 온라인 멀티 모달 미디어 리터러시 온라인 강좌를 진행 중이다. 이를 위해 대한민국 명문대학인 동국대학교 블록체인 핀테크 학회와 협력하고 있다. 디테일 디지털 미디어 연구소(소장 정민호)는 데일리뉴스 미디어 총괄 국장으로 재직 중이며, 현재 약 10 개국에 지사 네트워크를 구축하였다.
데일리 뉴스는 미국,일본,말레이시아,인도,인도네시아, 일본 등에서 ChatGPTs 데일리뉴스를 통해 실시간 뉴스를 제공한다. 이를 위해 Search GPT를 활용한 새로운 시도를 진행 중이다.
온라인 멀티모달 디지털 미디어 리더터시 온라인 강좌는 무료로 제공되며, 수료 후 소정의 비용을 제공하면 수료증을 제공한다.  이런 식으로 전 세계 각지에서 특파원으로 활약하게 된다.전 세계 청소년들에게 많은 관심을 받고 있는 K-드라마,K-뮤직,K-푸드 등 K-문화를 실시간으로 업로드를 하게 되면 커뮤니티를 통해 미디어 플랫폼에서 제공하는 보상을 받게 되어 자율적 참여를 유도하도록 하고 있다.
2026년까지 전 세계 약 100개 국가의 네트워크 지사를 통해 약 10,000명의 인턴 특파원을 목표로 한다.
데일리뉴스는 종합 온라인 뉴스로 매일 발간되고 있다. 시사 매거진,청색 경제,글로벌 CEO는 매달 매거진으로 발간되어 전국 관공서 및 유관 단체에 배포 중이다.